# 阿埃塔人

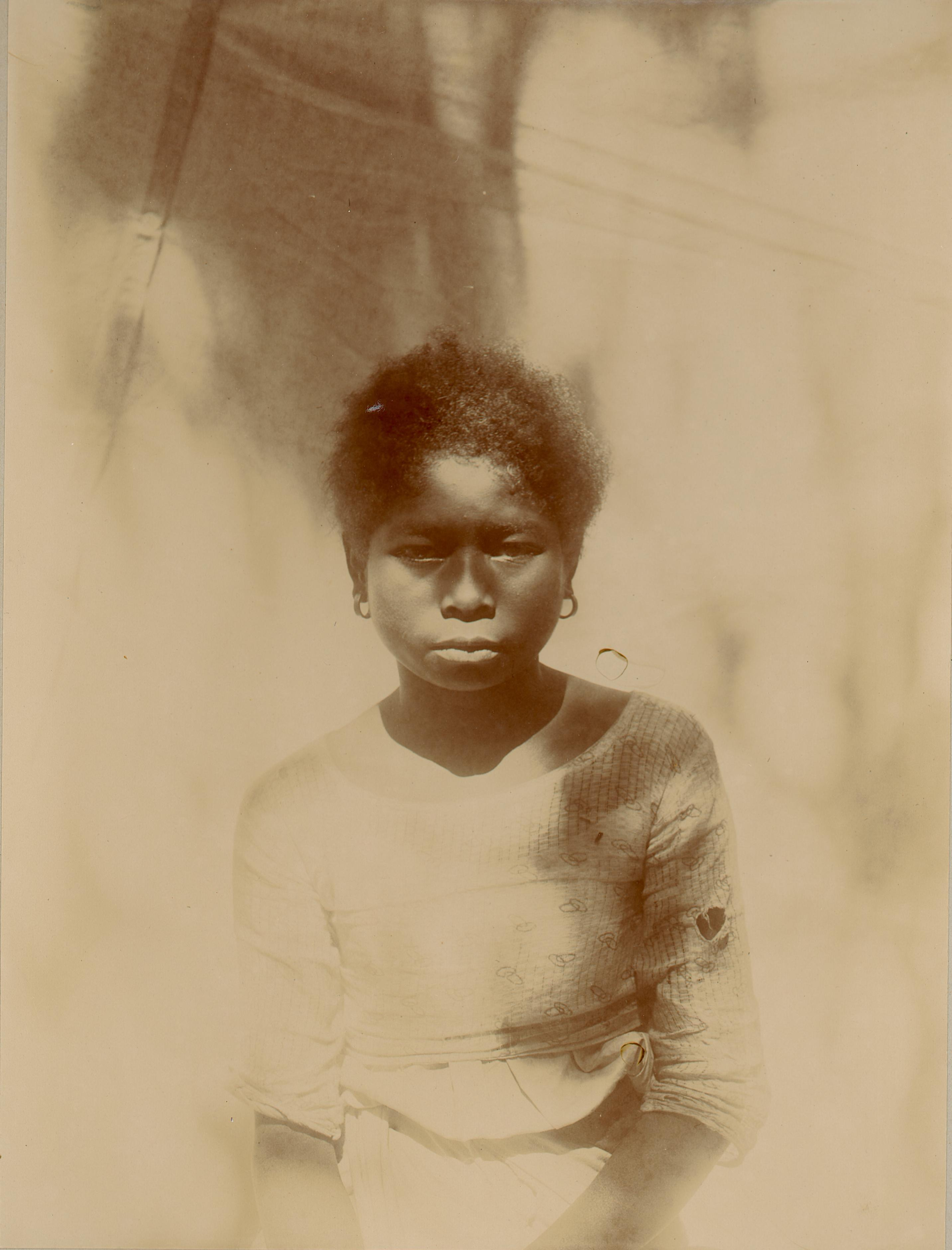
攝於1901年的阿埃塔女孩。

阿埃塔人（Aeta，Agta或Ayta），是菲律宾原住民之一。主要分布在吕宋岛东部和北部的山林地带，以及棉兰老岛、巴拉望岛等地的山林地带。他们被认为属于尼格利陀人。其体貌特征是身材矮小，皮肤黑色或深棕色，毛发卷曲，鼻子小，眼睛棕黑色。他们也被认为是菲律宾的最早居民之一，早于后来的南岛语族的移民。其中居住在北吕宋的阿埃塔人也被称为普古特人（“Pugut”或者“Pugot”），这是他们附近的伊洛卡诺人对他们的称呼，在伊洛卡诺语里面，这个词的含义为“森林精灵”。
作為游牧民族，阿埃塔人的社群通常由１～５個移動的家族組成。所以＂Aeta＂、"Agta"通常只是對於菲律賓阿埃塔人的總稱而已，他們的足跡還遍布呂宋、民答那峨、維薩亞斯群島，所以對於阿埃塔人的稱呼是根據人口統計的位置。關注阿埃塔人的學者（尤其是人類、民族學家）通常會依據文化差異（特別是語言）來辨別各個群體。瑪布昆阿埃塔人（巴丹阿埃塔人）、卡西古蘭杜馬加阿埃塔人、三描禮士（皮納圖博）阿埃塔人、聖瑪里亞諾阿埃塔人、拉密加阿埃塔人，以上是在菲律賓群島的阿埃塔人社群。

## 历史
阿埃塔人的起源至今还在争论中，一种观点认为其祖先是在三万年前的旧石器时代后期（当时菲律宾尚与亚洲大陆相连）由大陆迁移来的。阿埃塔人和后来移入的南島民族不同，在西班牙殖民时期，他们始终拒绝改变，最终逐渐退居山林。随着当地采矿，林业生产的发展，阿埃塔人的人数和分布地区日益缩小，人均寿命也不足20岁。阿埃塔人相信万物有灵，有凿齿和刻肤的习俗。

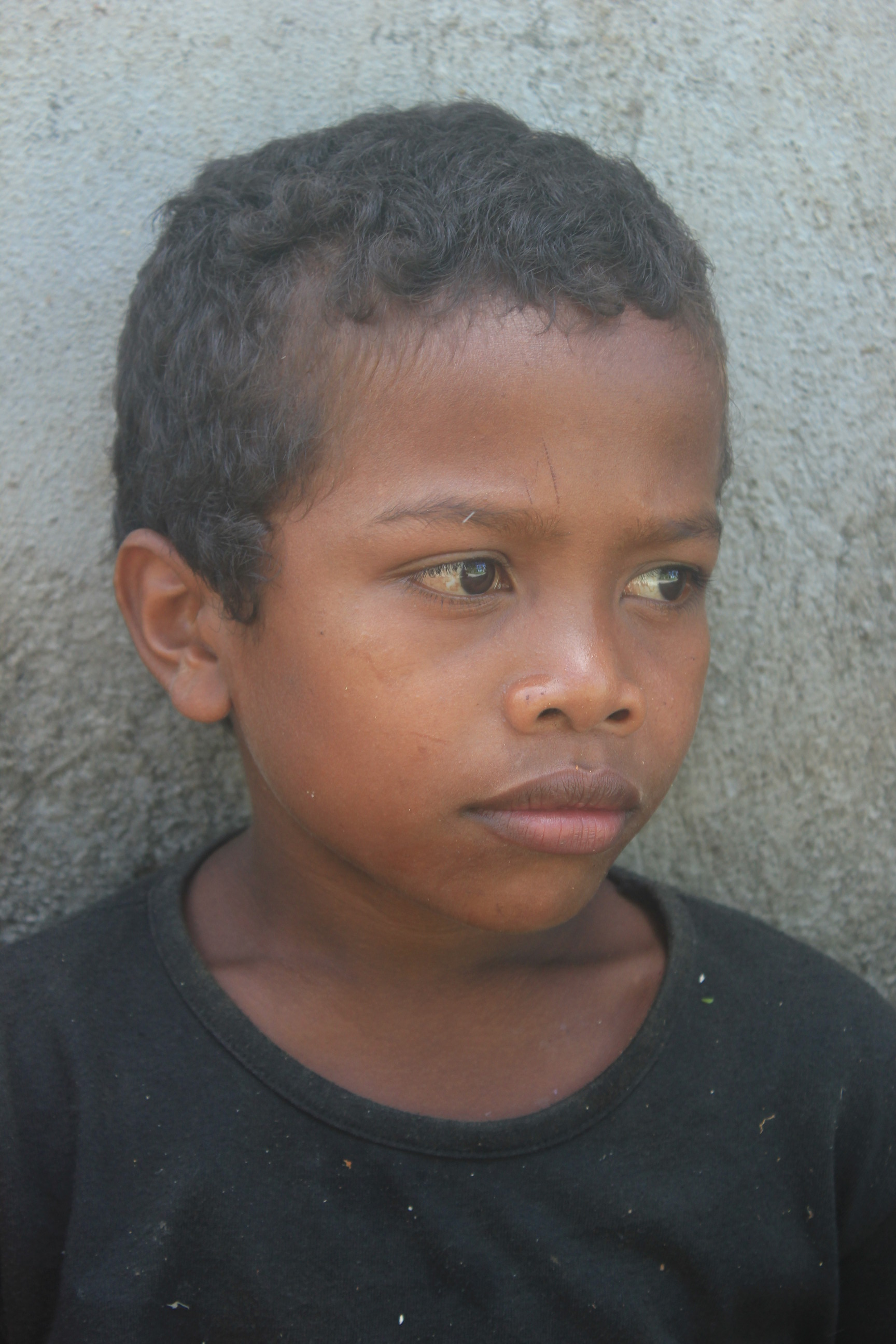
南馬甘仁省伊利加市的阿埃塔男孩，攝於2015年。

在西班牙殖民時代，因為他們通常生活在殖民地以外的部落中，並拒絕皈依基督教。他們在卡斯塔系統的最底層。